# ファン・ダリエンソ
ファン・ダリエンソ（Juan D'Arienzo、1900年12月14日 - 1976年1月14日）は、アルゼンチン・タンゴのヴァイオリン奏者、オルケスタ・ティピカ（タンゴにおける典型的な編成の楽団）の指揮者。「El rey del compás」（リズムの王様）と呼ばれた。

## 生涯
鋭いスタッカートによるリズムを強調した「ダリエンソ・スタイル」を没年まで守り、今もなお無数の後継楽団やファンや評論家に根強い人気がある。ファン・ダリエンソは、賛否両論の激しい応酬を生むほどの強烈な個性をアルゼンチン・タンゴに与え、ただのリズムパターンでしかなかったタンゴをジャンルに昇格させて国際化させた。

### 1920年代
1900年、ブエノスアイレスのバルバネーラに生まれる。父は実業家で、母の家系には音楽関係者が多かったという。8歳の頃からヴァイオリンを習い始め、13歳でプロ生活に入ったといわれる。20歳代では劇場オーケストラやジャズ・バンドなどで演奏していたが、1928年に独立しElectraと契約、自身のオルケスタ（楽団）を組織した。しかしすぐに行き詰まり、「どうせ消えるだろう」とまで言われるほど低迷した。公式専属ピアニストはLuis Viscaであったが、1929年でやめた。この他複数のピアニストたちが入れ替わっていた。
ダリエンソはピアノ1, ヴァイオリン4, コントラバス1, バンドネオン5から成るオルケスタ・ティピカを最後まで遵守した楽団マスターと言われることが多いが、1920年代にはピアノ1, ヴァイオリン3, チェロ1, バンドネオン3, コントラバス1、専属歌手1として参加していた。ダリエンソのヴァイオリンが聞けるのは1920年代のみである。この時期のダリエンソ楽団は「なかったもの」あるいは「黒歴史」として1935年からディスコグラフィーをまとめる者は多いが、実際にはこの時期に少なくとも43曲以上のテイクを残しており、生前の復刻もある。2005年にも1920年代の復刻CDが出現するなど、再評価の兆しがある。
この時期にラ・クンパルシータを二度録音。片方はCarlos Danteの歌唱だが、もう片方はRaquel Notarの詠唱でアイデアはアルフレド・デ・アンジェリスに先行していた。この時期の大きな特徴として、インストゥルメンタルをほとんど録音していないことが挙げられる。

### 1930年代
1930年代に入ると、世界的経済不況によりタンゴ楽団の活躍する場が大幅に失われ、代わってジャズが流行し始めた。ここでダリエンソはタンゴの命とも言われるリズムにこだわり、踊り手のために極端に激しいリズムを刻む演奏スタイルをとった。この独特のスタイルは「電撃のリズム」と称賛され、ダリエンソは「El rey del compás」（リズムの王様）という異名をとる。まずはLidio Fasoliを雇用したが1年でやめる。1935年7月2日録音RCAヴィクトルに、専属第1号となるフェリシアーノ・ラターサ作曲「HOTEL VICTORIA」(オテル・ビクトリア)を録音する。これは実はB面であり、A面の第1作Desde el almaより人気が出てしまった。この第1期黄金期を招いたダリエンソは若冠34歳。できる限り若い人材を雇用するビクトル社の方針が初めて国際的に通用した瞬間であった。
しかし、1936年にピアニストのロドルフォ・ビアジの参加を得て、ますますリズムは鋭くなる。点的なバンドネオンが鋭く刻む主旋律にヴァイオリンの線的なオブリガートをかぶせるダリエンソ・スタイルは、この頃すでに確立されていたと言われる。以後、多くのグアルディア・ヴィエハ(古典曲)を取り上げて人気を博し、タンゴ界をよみがえらせた。この頃が、ダリエンソ楽団の第1期黄金期とされる。1920年代の不遇とは打って変わって売れっ子になり、映画にも出演した。
1938年の7月にピアニストがビアジの独立のためファン・ポリートに交代したが、ほどなくしてダリエンソ本人以外の全員あるいはメンバーの一部が脱退するなど、メンバーの入れ替えが頻繁に行われるようになる。メンバーとダリエンソ本人との確執は録音にも残されており、ダリエンソが示したテンポをほかの楽団員が次の小節から変えたテイク(1935年11月18日8作目Sábado Inglés)も存在する。ポリートは1940年に離れた。
人気が上がったこととビクトル社の経営が彼の手によって上向いたことも含めて、以後終身RCAビクトル専属として活動する。1938年11月9日録音88作目Ansiedadではバンドネオンのオブリガートやバリアシオンの速度は限界にまで無理やり引き上げられ、メンバーとは一触即発の状態であった。

### 1940年代
楽団マスターのダリエンソ以外のメンバー全員が脱退した。生涯を通じてダリエンソの世話をしたファン・ポリートすら、この時ばかりはいなくなってしまい、エクトル・バレラ楽団をまるまるダリエンソ楽団に衣替えするという珍事が発生した。このため、録音期間に三ヶ月の空白がある。
新たに当時19歳のフルビオ・サラマンカを迎えて1940年4月から再出発する。サラマンカの華麗な奏法はビアジを含めた今までのピアニストにない音の繊細さを加え、また一層輝きを添えてアンサンブルも完璧なまでに充実してきた。2オクターブ(右手がオクターブだが左は単音)の高速パッセージはすぐに話題となり、この時期の多くのテイクで使いまわされている。この時エクトル・バレラを第一バンドネオン奏者に引き抜き、「バリアシオンの音数を速度に合わせ限定する」という戦略は聴衆に爽快感すら与えた。1930年代の録音よりバンドネオンがソロで短いイントロから入るのも、ダリエンソの信頼をうかがわせる。そのため、第一から第五のうち第一は高音しか弾かないことになってしまい、バレラは「片手弾きさん」というニックネームがついてしまった。これを象徴するテイクに1940年11月21日録音131作目Canaro en Parisがある。
タンゴの平均タイムは180秒だが、これをダリエンソは150秒にまで短縮した。ダリエンソの人気は常に最高で、まったく衰えることがなかったため、多くの批判者を招いた。伝統的でなおかつ現代的という性格を完全に満たしていたのが1940年代である。戦時中SPの原材料が確保できなくなるなどのトラブルもあったが、アルゼンチンが戦敗国ということもなかったのですぐに立ち直った。

### 1950年代
サラマンカを擁した1950年代初頭が、ダリエンソ楽団の第2期黄金期とされる。1957年、サラマンカの独立により、再びファン・ポリートがピアニストとして復帰し楽団の最期まで付き添った。人気は相変わらずで、レコードもよく売れた。この頃は日本が第二次タンゴ・ブームに湧いたこともあって、多くの日本人にも記憶されている時期である。
この時期エクトル・バレラが独立の為離れると、バレラが「ダリエンソ・ジュニアの誕生!」というキャッチコピーでパンパから華麗にデビューしたことで、教育者としてもダリエンソが評価され始める。
1951年9月12日録音371作目の「ラ・クンパルシータ」はDJ Balázsが「アルゼンチン・タンゴ全史の極めつけの一曲」として讃えたほどダリエンソ・スタイルの頂点に位置する傑作中の傑作テイクである。ダリエンソにしては珍しく3拍を要した弱起で始まり、「音無しのリズム」も正確にカウントされ、バリアシオンが群を抜いて長大であるのもこれまでに見られない。それまでのダリエンソ芸術の特徴が全て包まれている。1955年12月22日録音474作目のLocaは1940年代のヴァージョンよりも冒頭の音量は強く、なおかつ弱起部分を含めたサラマンカによる導入のセンスも他の楽団の追従を許さないものである。
公式統計ではないが、この時期までにダリエンソ楽団は全世界でSPとLPを合わせて1000万枚のディスクを売ったと考えられており、タンゴの王として君臨した。

### 1960年代
1964年にはグァルディア・ビエハ（古典曲）中心のLP「EL REY DEL ESTEREO」を録音し、日本でも発売された。このアルバムでは、鋭いリズムはそのままで、テンポが以前よりゆったりとしており、風格を感じさせるものとなっている。ファン・ポリートが左手で単音のベースを一拍ごとにレガートで進むのも特徴の一つで、右手がオブリガードになる瞬間すらあり、硬軟取り混ぜた表現を志向するようになった。
1968年、ダリエンソ楽団は日本各地で公演を行った。ただ、飛行機嫌いの指揮者ダリエンソ自身は船舶ですら来日しようとせず、ファン・ポリートを含むメンバーだけの演奏となった。演奏そのものはスタジオ録音と寸分違わぬ密度の高いものであり、音楽に対する厳格な姿勢が表れている。1960年代に入ると、1950年代までのパワーはほとんど失われてしまったが、1920年代が部分的に回帰したかのような折衷的な表現を見せるようになる。近代和声を完全に無視することも、もはやできなくなっていた。この時期にカルロス・ラサリを迎え鋭いアクセントの代わりに可聴域を広く埋めたレガートを多用するようになり、1969年9月18日録音839作目Ojos Negrosでは元の曲想が完全に書き換わっている。
この時期から数小節のとってつけたようなコーダを付加借用和音を入れてFFで全奏するようになり、その定番コード進行は「借用和音からピカルディ3度を決めてドミナント、トニカ」である。このような過剰な注釈も1950年代までには一切見られない。ファン・ポリートが諸般の理由でラ・クンパルシータの装飾音を1963年12月10日録音703作目のテイクで書き換えて弾いてしまうが、後年のピアニストたちはこの書き換えた版が弾きやすいという理由で、殆どのダリエンソ後継楽団(Band-O-Neon Orquesta Típica de Tango, La Juan D'Arienzo, 西塔祐三とグランオルケスタ・ティピカ・パンパ, Los reyes del Tango) がこの装飾音を採用している。
1960年代は国際的にタンゴそのものが低迷していたはずだが、録音数は全盛期より増加している。

### 1970年代
アンサンブルの綻びもわずかだが見られ、誇っていたテンポも妙な揺れがかなり目立った。往年の速度は取り戻せても発音そのものが輪をかけて即物的で、1971年11月26日録音904作目Este es el reyや1971年12月07日録音912作目ラ・クンパルシータでは、音無しのリズムというよりは不自然な沈黙のように弦楽器群が取り残されていく。
最後の録音は1975年のRCAへの10曲で、これが最後の指揮活動となった。タンゴの廃業者が目立つ中、死の直前まで第一線に立ち続けた名人であった。ファン・マグリオが得意としたArmenonvilleのような古典曲も1970年8月21日にダリエンソ・スタイルに完全に書き換えて録音するなど、最期まで古典タンゴの後継者を自認していた。こうして、「ダリエンソ・スタイル」はタンゴ界に遺された。
その巨大な業績の死を悼む者がいる一方で、「ダリエンソが死んだか、では生き返らないように気を付けようか」とエドゥアルド・ロビーラは発言して物議を醸した。

## 演奏様式
当時のアルゼンチン人にしては珍しく、音の間違いや読譜ミスを徹底的に嫌うタイプであった。
ダリエンソ独特の演奏方法で、フォルティッシモのスタッカートからいきなりピアニッシモに行くときに、音をかすかに残す楽団が多い中、ダリエンソはまったく音を聴かせない。まったく演奏していないにもかかわらず、まるでリズムを刻んでいるような感覚になるので、「音無しのリズム」と呼ばれている。これはたとえば「La cumparsita」（ラ・クンパルシータ）や「El huracán」（エル・ウラカン(台風)）の演奏が始まってすぐの部分に見られる。
この音無しのリズムは最初期からダリエンソが備えていたものではなく、ダリエンソ楽団が成長する過程で達成された表現である。確かに1930年代ではすべての音符を叩いているが、旋律からの部分省略と言った形で示されることが目立ち、1940年代からPPとFFのコントラストが極端になり、1943年11月23日録音214作目の「ラ・クンパルシータ」でこの「音無しのリズム」がテイクに残された。それ以前の1939年の101作目Derecho Viejoや81作目Leliaに「音無しのリズム」に近い表現が、すでに聞かれている。これ以外にも、目立たないが「音無しのリズム」である瞬間は379作目のPampaほかでも見られ、リズム感を際立たせている。ただし、この「音無しのリズム」を達成するためにアレンジが本来の楽想を曲げてまでFFで提示されることも多く、多くの評論家から「ダリエンソ外し」をされるという差別も受けていた。
ダリエンソスタイルを決定づけるものとして高速テンポを指摘する評論家は多いが、LocaやDon Alfonsoでもテレビあるいは映画撮りとスタジオ収録音源では異なっており、メンバーの調子を見て柔軟に変えていたようである。ビアジのいた時代に極限まで上げ、その後のピアニストはビアジのテンポで演奏できることを条件に雇用していたようで、必ずしも毎度全速力というわけではなかった。
ダリエンソも稀にコミカルな表現や効果音を用いることもあった。1950年5月15日録音358作目Nueve de Julioでは44秒前後に拳銃の発射のような音が入っていたり、1968年8月27日録音816作目Mi Japonではメンバー全員に「SA YO NA RA!」と歌わせている。ただ、全創作史を通じて逸脱の少ないマスターであった。

## 作品・献呈曲
作品は多くないが、「El vino triste」 (エル・ビノ・トリステ)」 「Paciencia」(パシエンシア)などが知られている。また、王者ダリエンソにふさわしく、文字通りの「El rey del compás」（リズムの王様）や誕生日である「14 de diciembre」（12月14日）など献呈された曲もある。ダリエンソとバレラの両楽団しか取り上げない曲というものもあり、それにはDon Orlandoがある。

## 復刻状況
エレクトラとビクトル時代を合計した全録音が1060曲。ダリエンソ楽団の現在入手可能なCD音源はエレクトラ時代の43曲と、ビクトル時代の952曲を合わせた995曲である。これ以外には2曲復刻が完了したエレクトラ時代の録音と10曲復刻が完了したビクトル時代の録音が2017年に発掘されたため、1007曲が判明している。この中にライブ音源は含まれていない。エレクトラ時代のテイクを復刻する作業は現在も進んでおり、ラ・クンパルシータの二度目の録音もその中で明らかになったものである。
ダリエンソ楽団全集CDBOXは、いまだに実現していない。Audio Parkはファン・ポリート復帰後の芸風を嫌い1935年からの501曲から半分ほど復刻しCD11枚にまとめた。Buenos Aires Tango Clubは全ての時代をうまく選曲して復刻している。Club Tango Argentinoは1997年からCDによる復刻版の頒布を開始。Audio Parkと同じく1935年からの501曲のみ25枚のCDで復刻した。Club de Tangoが1957年から1975年までの残りの451曲の復刻をおこなったが、エレクトラ時代の録音は完全に復刻できていない。
ビクトル社の練習場で徹底的に鍛えられたメンバーにしか演奏できないアレンジを施しているため、バンドネオン奏者に負荷がかかりすぎるダリエンソスタイルは21世紀の今日模倣不可能だという意見も強い。ダリエンソスタイルを自称する団体は世界中にあるが、バレラなどを雇用した世界最速のバリアシオンはもはやどこの楽団もできないものになってしまっている。
没後の人気もいまだに高い。ダリエンソ派の有名人に、第266代ローマ教皇がいる。

## ディスコグラフィー
- El Triunfo / Unión cívica (1943)
- Filicia / Vino triste (1943)
- Qué importa (1944)
- El Tarta / Se apagó una estrella (1953)
- Tangos de todos los tiempos (1956)
- Bien porteño (1959, 歌い手 Jorge Valdés und Mario Bustos)
- Más grande que nunca (1959)
- Juan D’Arienzo (1959, 歌い手 Alberto Echagüe)
- D’Arienzo for export (1959)
- Don Juan el Irresistible (1959)
- Adiós Chantecler (1960, 歌い手 Jorge Valdés und Mario Bustos)
- Pasajera (1960)
- Oro de ley en las rosas de orquesta (1960)
- Tangos (1960)
- Grandes éxitos de Juan D’Arienzo (1963)
- Academia del Lunfardo (1964)
- Evocando el ayer - Vol. 1 (1964)
- Evocando el ayer - Vol. 2 (1965)
- El vals de los 17 años (1966)
- Juan D’Arienzo - Alberto Echagüe (1966, 歌い手 Alberto Echagüe)
- Juan D’Arienzo - Héctor Mauré (1966, 歌い手 Héctor Mauré)
- D’Arienzo interpreta a Juan de Dios Filiberto (1966)
- Juan D’Arienzo for export - Vol. 1 (1966)
- Estampas de antaño (1966)
- Mi noche trisre (1966)
- Juan D’Arienzo (1966)
- Juan D’Arienzo y su Orquesta Típica (1966)
- Corrientes y Esmeralda (1966)
- Lo mejor de Juan D’Arienzo (1967)
- D’Arienzo for export - Vol. 2 (1967)
- Evocando el ayer - Vol. 3 (1967)
- De ayer y de hoy (1967)
- Barrio Reo (1968)
- Con tu compás (1968)
- D’Arienzo - Echagüe (1968, 歌い手 Alberto Echagüe)
- Tigre viejo (1969)
- Armenonville (1969)
- Cartón Junao (1970)
- Evocando el ayer - Vol. 4 (1970)
- Bueno, derecho y varón (1970)
- A mí me llaman Juan Tango (1970, Aníbal Troiloと共演)
- Sácala chispas (1971)
- La Pañalada (1971)
- Bien porteño (1971)
- Evocando el ayer - Vol. 5 (1972)
- Juan D’Arienzo 1928 (1972)
- Viejo smoking (1973)
- El bar de Rosendo (1973)
- Juan D’Arienzo - Alberto Echagüe (1973, 歌い手 Alberto Echagüe)
- Don Juan el Irresistible (1973)
- Juan D’Arienzo for export - Vol. 4 (1973)
- Bien portado (1973)
- Chirusa (1975, 歌い手 Jorge Valdés)
- Evocando el ayer - Vol. 6 (1975)
- Tiempos viejos (1975)
- Bueno, derecho y varón (1975)
- Grandes creaciones de D’Arienzo - Mauré (1976, 歌い手 Héctor Mauré)
- Milongas y valses (1977)
- Bueno, derecho y varón - Vol. 2 (1977)
- Bailarín compadrito (1978)
- Hotel Victoria (1978)
- Desde el alma (1979)
- El Rey del Tango (1981)
- Juan D’Arienzo y su Orquesta Típica (1981)
- El vals de los quince años (1984)
- Juan D’Arienzo - Vol. 3 (1940-1955) (1988)
- El Rey del Compás (1936-1939) (1992)
- D’Arienzo for export - Vol. 1 (1996)
- D’Arienzo for export - Vol. 2 (1996)
- D’Arienzo for export - Vol. 3 (1996)
- La Cumparsita (1935-1939) (1997)
- 40 grandes éxitos (1999)
- Juan D’Arienzo Y Su Orquesta Tipica 1928-1929 (2005)
- El Vals de Los Quince Años (2005)

## 出演映画
- ¡Tango! (1933)
- Melodías porteñas (1937)
- Yo quiero ser bataclana (1941)
- El cantor del pueblo (1948)
- La voz de mi ciudad (1953)
- Una ventana al éxito (1966)